# Вольфрамові сплави
Вольфра́мові спла́ви (англ. tungsten alloys) — сплави на основі вольфраму. Для легування вольфрамових сплавів застосовують метали (Mo, Re, Ta, Cu, Ni, Ag та ін.), оксиди (ThO2), карбіди (TaC) та інші сполуки, які вводять у вольфрам для підвищення його жароміцності, пластичності (при температурах до 500 °С), здатності до оброблення, а також забезпечення потрібного комплексу фізичних властивостей (наприклад, електричного опору). Вольфрамові сплави отримують методами порошкової металургії або сплавленням компонентів в дугових та електронно-променевих печах. У промисловості застосовуються переважно металокерамічні вольфрамові сплави.

## Види вольфрамових сплавів
За структурою розрізняють дві групи вольфрамових сплавів:
- сплави — тверді розчини з однофазною структурою,
- гетерофазні псевдосплави вольфраму (або його сполук) із легувальними елементами.

### Сплави з однофазною структурою
До однофазних належать сплави вольфраму, леговані Мо, Та, Re, Nb, Zr, Ti. Перші три вводяться у кількостях декількох відсотків і навіть десятків відсотків, а решта — у десятих частках процента. Основними вольфрамовими сплавами з однофазною структурою твердого розчину є сплави вольфраму з молібденом (до 50 %) і ренієм (до 30 %).
При додаванні молібдену підвищується жароміцність та питомий електричний опір сплаву; крім цього, у сплавів системи W-Mo коефіцієнт теплового розширення приблизно такий же, як у різних сортів тугоплавкого скла. Ці сплави легше обробляються порівняно з чистим вольфрамом. Максимальний рівень міцності сплавів W-Mo відповідає легуванню 15 % Mo. Міцність зберігається до температури 2200 °С, подальше зростання температури призводить до прискорення дифузії у присутності молібдену, показники міцності зменшуються.
Вольфрамові сплави з 20—50 % Mo застосовують в електровакуумних приладах для виготовлення нагрівників, екранів тощо.
Реній у твердому розчині на основі W суттєво підвищує низькотемпературну пластичність й відповідно оброблюваність. Максимальну пластичність мають вольфрамові сплави з 20…28 % Re. При подальшому збільшенні вмісту Re пластичність знову починає спадати через виділення надлишкової σ-фази. Крім підвищеної пластичності, сплави W-Re відрізняються високою жароміцністю і великою термо-ерс у парі з W і між собою. Легування ренієм підвищує модуль пружності, питомий електричний опір, сплави характеризуються доброю зварюваністю.
Незважаючи на дефіцитність і високу вартість ренію, ці сплави у 1950-х роках стали використовуватись в електровакуумних приладах (сплави з 5…30 % Re) і як термопарні матеріали, що призначені для роботи аж до 2500°С.
При температурі 1600...2000 °С найбільший рівень міцності відповідає легуванню цирконієм, гафнієм, ніобієм, танталом (до 3 % атомних). Присутність в сплавах вуглецю підвищує міцність за рахунок утворення твердого розчину втілення та дисперсійного твердіння при виділенні карбідів. У випадку вольфраму, розчинне зміцнення супроводжується зменшенням технологічності, підвищенням крихкості. Винятком є легування ренієм, осмієм, рутенієм (пластичність зростає, температура плавлення знижується).
Використовують також сплави, що одночасно містять молібден (15-34 %) та реній (25-40 %). Для таких композицій є характерними висока пластичність матеріалу при кімнатній температурі (після рекристалізації) та висока міцність до температури 1800°С.

### Гетерофазні сплави

#### Штучні дисперсні системи з оксидами
Високими міцністю і формостійкістю при високих температурах відрізняються гетерофазні вольфрамові сплави з додаванням оксидів: SiO2 (0,02…0,05 % за масою), K2O (0,001 %), А12О3 (0,001-0,003 %). Так, для дроту діаметром 100 мкм з цього сплаву σрозт становить при 1500 і 1800 °С відповідно 890 та 389 МПа.
Штучні дисперсні системи на основі вольфраму з 0,5…5 % ThO2 і 0,3…0,5 % TaC відрізняються рекордно високими температурами рекристалізації (до 2000 °С) й показниками жароміцності (при 2200°С — у 2…3 рази більшими, ніж у нелегованого W). Крім того, ThO2 покращує емісійні характеристики сплаву. Для прутків діаметром 2 мм, виготовлених зі сплаву із вмістом 1,5 % ThO2, σрозт при 1500, 1800 і 2000 °С становить відповідно 200, 100 і 80 МПа.
Ці сплави застосовують в електровакуумних приладах, а також для виготовлення деяких деталей двигунів ракет і літаків.

#### Гетерофазні сплави з металами

##### Сплави з Zr, Nb, Hf, Та
Гетерофазні вольфрамові сплави містять 0,15…0,60 атомних % карбону і 0,2…0,6 % Zr або Nb (Hf або Та). При температурах, вищих за 2300 °С ці сплави є пересиченими твердими розчинами легувальних елементів у вольфрамі. При температурах нижчих за 2300 °С з них виділяються високодисперсні частинки карбідів [Zr(Hf)W]C або [Ta(Nb)W]C (зміцнювальна фаза), що підвищує високотемпературну міцність сплавів. Тому такі сплави називаються дисперсно зміцненими. Оптимальний вміст карбідної фази 0,3…0,6 мольних %.
Високу міцність при температурах, що становлять 0,6…0,7 від температури плавлення сплаву, мають евтектичні сплави. Так, для сплаву із вмістом 12,7 % Nb, 0,14 % Zr, 0,29 % V та 0,19 % С, при 2000 °С σрозт=420 МПа. Евтектичні сплави мають підвищену температуру рекристалізації (від 1800 до 2000 °С). Однак вони є малопластичними і використовуються лише у литому стані.

##### Сплави з Cu і Ag
Псевдосплави вольфраму з нерозчинними у ньому міддю і сріблом, що вводяться окремо або разом у кількостях від 5 до 40 %, мають гетерогенну структуру, що складається із зерен вольфраму, оточених прошарками міді чи срібла або їх сплаву. Ці матеріали поєднують високу твердість, жароміцність, зносостійкість, опір електричній ерозії, властиві W, з доброю електро- та теплопровідністю Cu та Ag. З цих вольфрамових сплавів виготовляють електричні контакти. Вольфрам, просочений Ag і Cu, застосовується й в інших галузях (наприклад, як матеріал для сопел неохолоджуваних ракетних двигунів).

##### Сплави систем W-Cu-Ni і W-Fe-Ni (важкі вольфрамові сплави)
Поєднанням високих міцності і пластичності з корозійною стійкістю і здатністю поглинати гамма-випромінювання відрізняються гетерофазні сплави високої густини систем W-Cu-Ni (3…10 % Ni та 2…5 % Cu) і W-Fe-Ni (вміст W до 90…95 %). Ці сплави є системами, у яких кристалічна фаза W є зцементованою зв'язкою зі сплаву Cu-Ni і Fe-Ni. Їхня густина після спікання спресованих заготовок досягає 18 г/см3. До сплавів високої густини можна віднести також псевдосплави, із вмістом 12…30 % за об'ємом Cu або Ag. Останні отримують просочуванням пористої вольфрамової заготовки розплавом міді або срібла. Сплави відрізняються підвищеною твердістю, високими електро- й теплопровідністю.
«Важкі сплави» використовують як матеріали захисту від гамма-випромінювання в радіотерапії й при виготовленні контейнерів для зберігання радіоактивних препаратів. Велика густина «важких сплавів» дозволяє застосовувати їх і в інших сферах — для виготовлення роторів гіроскопів, противаг для літаків тощо.

#### Тверді вольфрамові сплави на основі карбіду вольфраму
Основу так званих твердих вольфрамових сплавів становлять зерна карбіду вольфраму, зцементовані (при рідиннофазовому спіканні) кобальтом. Карбідна фаза може складатися лише з одного карбіду вольфраму (WC), двох карбідів (TiC і WC) або трьох (TiC, TaC та WC). Твердість сплавів на основі WC залежно від вмісту WC змінюється від 900 до 830 МПа (за Роквеллом), на основі WC і TiC 920…870 МПа, на основі WC, TiC та ТаС 890…870 МПа (також за Роквеллом).

## Недоліки
Недоліком вольфрамових сплавів є недостатній опір корозійному руйнуванню при високих температурах, це зумовлює необхідність використовувати додатковий захист від окиснення.